# Ramina Zoi
Ramina Zoi (kirgisisch Рамина Цой) ist eine kirgisische Fußballschiedsrichterassistentin.
Seit 2018 steht sie auf der Liste der FIFA-Schiedsrichter und leitet internationale Fußballspiele.
Zoi war Schiedsrichterassistentin bei der U-20-Weltmeisterschaft 2022 in Costa Rica und bei der U-20-Asienmeisterschaft 2023 in Usbekistan. Zudem wurde Zoi für die Weltmeisterschaft 2023 in Australien und Neuseeland nominiert, bei der sie als Assistentin von Casey Reibelt zwei Spiele in der Gruppenphase leitete.